# EarMarc Records
EarMarc Records war ein Sublabel von Casablanca Record & FilmWorks, das 1979 von Marc Paul Simon gegründet wurde. EarMarc hatte nur zwei Künstler unter Vertrag und verschwand mit dem Abebben der Discowelle von der Bildfläche. Insgesamt veröffentlichte EarMarc zwei Langspielplatten und zwei Singles, bevor der Betrieb eingestellt wurde. Marc Paul Simon starb 1989.

## Diskografie
Alle Tonträger von EarMarc Records erschienen 1979
- Duncan Sisters: Boys Will Be Boys / You Give Me Such a Feeling; Single, EMD 21001 DJ
- Duncan Sisters: Sadness in My Eyes / Outside Love; Single, EMD 21003 DJ
- Duncan Sisters: Duncan Sisters; Album, EMLP 4001
- Carol Lloyd: Score; Album, EMLP 4002